# Русско-немецкая Швейцария
Урочище Русско-Немецкая Швейцария (Скотские горы) (тат. Рус-Алман Швейцариясе (Скот таулары)) — памятник природы регионального значения, расположенный в городе Казань, Республики Татарстан. Как ООПТ выделена в 1989 году (с площадью 30 га) и значительно расширена к 2021 году (до площади 322,8 га). На данный момент ООПТ включает в себя обширную территорию реки Казанка (в том числе подтоплямые острова), обширные зеленые массивы на левом берегу реки Казанка и холмистые участки (Скотские горы). На сегодняшний день на территории памятника обитает единственная в республике Татарстан популяция норичника теневого, внесенного в Красную книгу РТ.